# Porphyrinia striata
Porphyrinia striata är en fjärilsart som beskrevs av Culot. Porphyrinia striata ingår i släktet Porphyrinia och familjen nattflyn. Inga underarter finns listade i Catalogue of Life.